# Justin Gimelstob
Justin Jeremy Gimelstob (ur. 26 stycznia 1977 w Livingston) – amerykański tenisista, zwycięzca Australian Open 1998 i French Open 1998 w grze mieszanej, reprezentant w Pucharze Davisa.

## Kariera tenisowa
Gimelstob rozpoczął treningi tenisowe jako 8–latek, mając za sparingpartnerów dwóch braci. Osiągał dobre rezultaty w rozgrywkach młodzieżowych – był m.in. liderem rankingu krajowego do lat 14 – a następnie z powodzeniem grał w rozgrywkach akademickich. Jeszcze jako amator, sklasyfikowany poza pierwszym tysiącem rankingu światowego, debiutował w grze pojedynczej w wielkim szlemie, eliminując w US Open z 1995 roku Davida Prinosila (nie sprostał w kolejnym pojedynku Richardowi Krajickowi). W 1996 roku dołączył do grona tenisistów profesjonalnych, pierwszą setkę rankingu osiągając w 1997 roku dzięki dwóm ćwierćfinałom w cyklu ATP World Tour. Wygrywał także imprezy ATP Challenger Tour.
Najwyższy w karierze ranking singlowy osiągnął w kwietniu 1999 roku, kiedy był notowany na 63. miejscu na świecie. Sporadycznie dochodził do półfinałów w rozgrywkach ATP World Tour, jednak w lipcu 2006 roku osiągnął finał w turnieju w Newport, na nawierzchni trawiastej, gdzie w decydującym meczu nie sprostał Markowi Philippoussisowi.
Praworęczny, wysoki Amerykanin (195 cm) preferował styl gry serwis–wolej i z powodzeniem startował w grze podwójnej. Jako deblista wygrał 13 turniejów z cyklu ATP World Tour oraz osiągnął 5 finałów, a w maju 2000 roku zajmował 18. miejsce w rankingu światowym. W 2001 roku, mając za partnera Scotta Humphriesa, doszedł do półfinału Wimbledonu; ponadto cztery razy był wielkoszlemowym ćwierćfinalistą w deblu, po raz ostatni w Australian Open z 2006 roku, gdy na jego drodze (oraz Ashleya Fishera) stanęli Mariusz Fyrstenberg i Marcin Matkowski. Gimelstob często zmieniał partnerów deblowych – turnieje wygrywał wspólnie z dziesięcioma różnymi tenisistami, z którymi też notował zwycięstwa nad takimi parami, jak Bob Bryan–Mike Bryan czy Mark Woodforde–Todd Woodbridge.
Największe sukcesy w karierze Gimelstoba to dwa tytuły wielkoszlemowe w grze mieszanej. W 1998 roku Amerykanin, wspólnie z Venus Williams, triumfował w Australian Open, w finale pokonując Helenę i Cyrila Suków 6:2, 6:1. Rodzinny akcent miał też drugi triumf pary Gimelstob–Williams, bowiem w finale French Open w 1998 roku przyszło im zmierzyć się z siostrą Venus, Sereną, której partnerował Luis Lobo. Starsza z sióstr Williams i Justin Gimelstob wygrali w stosunku 6:4, 6:4.
W 1997 roku Gimelstob zanotował inny sukces w grze mieszanej, sięgając wspólnie z Chandą Rubin po Puchar Hopmana. W reprezentacji w Pucharze Davisa wystąpił 3 razy, przegrywając wszystkie mecze. W singlu uległ Gianluce Pozziemu (1998), w deblu przegrywał z parą włoską, mając za partnera Todda Martina (1998), i ze szwajcarską, wspólnie z Janem-Michaelem Gambillem (2001).
Gimelstob cieszył się opinią jednego z najbardziej komunikatywnych zawodników we współczesnym tenisie. Umiejętności te wykorzystuje m.in. jako blogger "Sports Illustrated". Działał w organizacji tenisistów zawodowych. Jesienią 2007 roku ogłosił zakończenie kariery sportowej, w czasie której jego zarobki na korcie przekroczyły dwa i pół miliona dolarów.
Od grudnia 2014 roku do kwietnia 2016 był trenerem Johna Isnera. Powodem zakończenia współpracy były sprawy osobiste i zbyt napięty kalendarz Gimelstoba.

### Finały w turniejach ATP World Tour
| Legenda                                      |
| -------------------------------------------- |
| Wielki Szlem                                 |
| Igrzyska olimpijskie                         |
| Tennis Masters Cup / ATP Finals              |
| ATP Masters Series / ATP Tour Masters 1000   |
| ATP International Series Gold / ATP Tour 500 |
| ATP International Series / ATP Tour 250      |

#### Gra pojedyncza (0–1)
| Końcowy wynik | Nr | Data          | Turniej | Nawierzchnia | Przeciwnik         | Wynik finału |
| ------------- | -- | ------------- | ------- | ------------ | ------------------ | ------------ |
| Finalista     | 1. | 16 lipca 2006 | Newport | Trawiasta    | Mark Philippoussis | 3:6, 5:7     |

#### Gra podwójna (13–5)
| Końcowy wynik | Nr  | Data                | Turniej     | Nawierzchnia    | Partner           | Przeciwnicy                       | Wynik finału        |
| ------------- | --- | ------------------- | ----------- | --------------- | ----------------- | --------------------------------- | ------------------- |
| Finalista     | 1.  | 20 kwietnia 1997    | Tokio       | Twarda          | Patrick Rafter    | Martin Damm Daniel Vacek          | 6:2, 2:6, 6:7       |
| Zwycięzca     | 1.  | 13 lipca 1997       | Newport     | Trawiasta       | Brett Steven      | Kent Kinnear Ałeksandar Kitinow   | 6:3, 6:4            |
| Zwycięzca     | 2.  | 21 czerwca 1998     | Nottingham  | Trawiasta       | Byron Talbot      | Sébastien Lareau Daniel Nestor    | 7:5, 6:7, 6:4       |
| Zwycięzca     | 3.  | 7 marca 1999        | Scottsdale  | Twarda          | Richey Reneberg   | Mark Knowles Sandon Stolle        | 6:4, 6:7(4), 6:3    |
| Zwycięzca     | 4.  | 2 maja 1999         | Atlanta     | Ceglana         | Patrick Galbraith | Todd Woodbridge Mark Woodforde    | 5:7, 7:6, 6:3       |
| Zwycięzca     | 5.  | 20 czerwca 1999     | Nottingham  | Trawiasta       | Patrick Galbraith | Marius Barnard Brent Haygarth     | 5:7, 7:5, 6:3       |
| Zwycięzca     | 6.  | 22 sierpnia 1999    | Waszyngton  | Twarda          | Sébastien Lareau  | David Adams John-Laffnie de Jager | 7:5, 6:7(2), 6:3    |
| Zwycięzca     | 7.  | 14 listopada 1999   | Moskwa      | Dywanowa (hala) | Daniel Vacek      | Andrij Medwediew Marat Safin      | 6:2, 6:1            |
| Zwycięzca     | 8.  | 20 lutego 2000      | Memphis     | Twarda (hala)   | Sébastien Lareau  | Jim Grabb Richey Reneberg         | 6:2, 6:4            |
| Finalista     | 2.  | 16 kwietnia 2000    | Atlanta     | Ceglana         | Mark Knowles      | Ellis Ferreira Rick Leach         | 3:6, 4:6            |
| Finalista     | 3.  | 7 maja 2000         | Orlando     | Ceglana         | Sébastien Lareau  | Leander Paes Jan Siemerink        | 3:6, 4:6            |
| Zwycięzca     | 9.  | 17 września 2000    | Taszkent    | Twarda          | Scott Humphries   | Marius Barnard Robbie Koenig      | 6:3, 6:2            |
| Finalista     | 4.  | 28 lipca 2002       | Los Angeles | Twarda          | Michaël Llodra    | Sébastien Grosjean Nicolas Kiefer | 4:6, 4:6            |
| Zwycięzca     | 10. | 5 października 2003 | Tokio       | Twarda          | Nicolas Kiefer    | Scott Humphries Mark Merklein     | 6:7(6), 6:3, 7:6(4) |
| Zwycięzca     | 11. | 19 września 2004    | Pekin       | Twarda          | Graydon Oliver    | Alex Bogomolov Jr. Taylor Dent    | 4:6, 6:4, 7:6(6)    |
| Zwycięzca     | 12. | 3 października 2004 | Bangkok     | Twarda (hala)   | Graydon Oliver    | Yves Allegro Roger Federer        | 5:7, 6:4, 6:4       |
| Zwycięzca     | 13. | 18 września 2005    | Pekin       | Twarda          | Nathan Healey     | Dmitrij Tursunow Michaił Jużny    | 4:6, 6:3, 6:2       |
| Finalista     | 5.  | 16 lipca 2006       | Newport     | Trawiasta       | Jeff Coetzee      | Robert Kendrick Jürgen Melzer     | 6:7(3), 0:6         |

#### Gra mieszana (2–0)
| Końcowy wynik | Nr | Data             | Turniej                    | Nawierzchnia | Partnerka      | Przeciwnicy               | Wynik finału |
| ------------- | -- | ---------------- | -------------------------- | ------------ | -------------- | ------------------------- | ------------ |
| Zwycięzca     | 1. | 31 stycznia 1998 | Australian Open, Melbourne | Twarda       | Venus Williams | Helena Suková Cyril Suk   | 6:2, 6:1     |
| Zwycięzca     | 2. | 6 czerwca 1998   | French Open, Paryż         | Ceglana      | Venus Williams | Serena Williams Luis Lobo | 6:4, 6:4     |